# Kazimierz Sikorski
Kazimierz Sikorski (født 28. juni 1895 i Zürich, Schweiz, død 23. juli 1986 i Warszawa, Polen) var en polsk komponist og lærer.
Sikorski studerede komposition på Warszawas musikkonservatorium og fortsatte senere sine studier i Paris.
Han var lærer på mange undervisningsinstitutioner i Polen, bl.a. Warszawas musikakademi (det nuværende Fryderyk Chopin-musikuniversitet).
Han har bl.a. undervist komponisten Tadeusz Baird.
Sikorski har komponeret seks symfonier, koncerter, strygekvartetter og filmmusik.

## Udvalgte værker
- Symfoni nr. 1 (1919) - for orkester
- Symfoni nr. 2 (1921) - for orkester
- Symfoni nr. 3 (1953-1955) (Concerto Grosso form) - for orkester
- Symfoni nr. 4 (1968-1969) - for orkester
- Symfoni nr. 5 (1978-1979) - for orkester
- Symfoni nr. 6 (1983) - for orkester
- 2 overturer (1954) - for orkester
- Klarinetkoncert (1947) - for klarinet og orkester
- Strygersekstet (1920) - for 2 violiner, 2 bratscher og 2 celloer
- 3 Strygekvartetter (1915, 1918, 1939)